# Letteratura coloniale italiana
La letteratura coloniale italiana è quel genere letterario che, sulla scorta della letteratura coloniale inglese e francese, raccontò le vicende del colonialismo italiano tramite saggi, racconti, resoconti di viaggio e, dagli anni 1920, anche con romanzi, creando il genere del romanzo coloniale.

## Storia
È dopo la sconfitta di Dogali e quella di Adua che inizia quella che può essere considerata la letteratura coloniale italiana. Dal realismo di Ferdinando Martini con Nell'Affrica italiana, Cose affricane e Confessioni e ricordi, a un'Africa del mito, con Alfredo Oriani ed Enrico Corradini.

Giuliana Civinini alla cui memoria nel 1928 fu intitolato il premio "Giuliana Civinini per la migliore opera di letteratura coloniale"

Sul piano editoriale, gli anni venti del Novecento segnano il pieno avvento dell'epopea costruita dal romanzo coloniale con l'uscita di Un'imperatrice d'Etiopia di Arnaldo Cipolla (1922), opera che, nell'ambito del referendum sulla letteratura coloniale (1931), sarà proposta come modello di genere della "letteratura coloniale". Segue il romanzo africano Kif tebbi di Luciano Zuccoli (1923), forte in prefazione d'una sviolinata a Luigi Federzoni, allora ministro delle colonie.
A promuovere un programma per gli autori coloniali sarà il periodico Esotica, mensile di letteratura coloniale diretto da Mario Dei Gaslini. Ma avrà vita breve: fondato nel 1926, confluirà due anni più tardi ne L'Oltremare, rivista il cui primo numero è datato novembre 1927, organo dell'Istituto coloniale fascista. Nel 1931 iniziò le pubblicazioni L'Azione coloniale.
I romanzi di maggior rilievo, del tutto o in parte estranei alla retorica fascista, furono:  Io, povero negro (1928) di Orio Vergani;  Lo sperduto di Lugh (1931; medaglia d'argento del Premio Viareggio 1933), del novecentista Riccardo Marchi; Mal d'Africa (1934) di Riccardo Bacchelli.
Nel 1928 in ricordo della giornalista Giuliana Civinini, figlia prematuramente scomparsa dello scrittore Guelfo Civinini, nacque il premio Giuliana Civinini per la migliore opera di Letteratura coloniale.
L'obiettivo di questa centralizzazione programmata era quello di dare anche alla letteratura coloniale un'impronta, un carattere “fascista” che potesse esprimere la formazione di una coscienza coloniale politica. C'è infatti da sottolineare che la letteratura esotica, propriamente di consumo, dei primi anni Venti, non poteva ancora innalzarsi a simbolo dell'imperialismo. Non si può infatti non considerare che il romanzo coloniale non smentiva il mito dell'Africa piegato alle esigenze dell'immaginazione occidentale: un qualcosa di misterioso, non chiaramente conosciuto, da possedere solo nel sogno.
Ci si rende chiaramente conto come determinati elementi diano vita, in questa prospettiva, ad uno scarto significativo tra la cultura occidentale e ciò che viene marchiato come “premoderno” con calcolata eloquenza. Un lampante elemento è l'uso della sessualità come tropo di alterizzazione nel discorso coloniale e imperiale. I personaggi femminili subalterni emergono, in questo senso, esclusivamente associati alla natura stereotipata della “donna esotica”, proiezione di una cultura barbara pervertita e pervertente, fondamentalmente diversa dall'etica morigerata dell'Europa cosiddetta civile.
In questo senso, nella letteratura coloniale italiana, i concetti di mito e superstizione si sostengono a vicenda nel comporre l'immagine coloniale, sia razziale sia della più schietta sessualità, sviluppando reciproche dipendenze. Tale dispositivo è azionato da processi culturali che, nell'economia del potere coloniale, contribuiscono ad una produzione condivisa di significati e identità che confluiscono verso l'idea di quella che si può definire “comunità immaginata”.
Sulla locuzione di "letteratura coloniale", scriveva così Mario Pozzi sulle pagine de L'Oltremare (1929): "L'Italia deve avere una creazione tutta italiana, che anche di questo potente fattore psicologico che è la letteratura, il romanzo, faccia mezzo per sospingere in colonia le nostre genti industriose e laboriose, e sia pertanto soprattutto vera, reale e sincera documentazione di quanto si è operato, di quanto si opera e di ciò che si potrà fare nell'Italia d'oltremare. E mentre lo spirito dell'artista ritrarrà, come vede, il nostro ambiente coloniale, ed avrà il potere di far palpitare del suo palpito il cuore di un popolo, nella battaglia creativa, nella lotta titanica di chi crea un essere dalla materia bruta, s'affinerà la viva immagine e si innalzerà la forma".
La guerra d'Etiopia del 1936 ridiede nuova linfa al romanzo coloniale. Lì emerse il talento di un giovane Indro Montanelli con il suo romanzo XX Battaglione eritreo e il successivo racconto Ambasè.

### Nel secondo dopoguerra
Dopo la Seconda Guerra Mondiale, alcuni autori, tra i quali Mario Tobino, Giuseppe Berto ed Ennio Flaiano,  daranno origine ad una forma di letteratura coloniale assai critica, allato sociale, rispetto a quella in auge, in tema, al tempo del regime fascista e anche prima . Di rilievo, inoltre, per qualità di sostanza stilistica e potere cognitivo, la narrativa d'ambientazione coloniale di Alessandro Spina  -tra gli altri: Storie di ufficiali (1967) e Nuove storie di ufficiali (1994). La sua Opera venne da lui stesso presentata, nel 2006, in volume unico (edito da Morcelliana, Brescia), insignito, nel 2007, del Premio Bagutta.